# 작은 연인들
《작은 연인들》은 1984년 10월 19일에 방영된 KBS 1TV 청소년문학관 시리즈 중 열아홉 번째 작품이다.

## 줄거리
재수생인 혜선은 시험에 대한 압박에 악몽을 꾸며 깨어났는데, 옆에서 자던 동생 혜옥이 일어나 이번 시험은 꼭 붙어야 한다며 언니와 같은 학년은 되기 싫다고 압박한다. 그러던 중 학원에서 삼수생인 기정수를 알게 되어 둘은 서로 위로하며 지낸다. 정수는 원하는 대학에 합격하지만 혜선은 낙방을 한다. 혜선은 자신이 너무 초라하게 느껴져 정수를 피하다가 끝내는 대학에 들어갈 때까지 만나지 않겠다고 한다.

## 등장 인물

### 주요 인물
- 금보라 : 혜선 역
- 태민영 : 기정수 역
- 서영진
- 최화정

### 그 외 인물
- 김효원
- 김영철
- 조민아
- 조성희
- 남윤정
- 문수화